# Soupes-conférences
Pour les articles homonymes, voir Comité féminin.
 (avril 2025).
Motif : Trois sources journalistiques (juste une annonce, un court article ou un long développement ?) à moins d'un mois d'écart la même année du XIXe siècle. Où sont les sources centrées sur la durée ? Les ajouts de simples mentions dans des bios du Maitron ne sont pas davantage centrées sur ces soupes-conférences.
- Archive Wikiwix
- Bing
- Cairn
- DuckDuckGo
- E. Universalis
- Gallica
- Google
- G. Books
- G. News
- G. Scholar
- Persée
- Qwant
- (zh) Baidu
- (ru) Yandex
- (wd) trouver des œuvres sur Wikidata

| 1. | Préciser le motif de la pose du bandeau. | Précisez le motif de la pose du bandeau en utilisant la syntaxe suivante : {{admissibilité à vérifier\|date=juillet 2025\|motif=remplacez ce texte par le motif}}                       |
| 2. | Informer les utilisateurs concernés.     | Pensez à avertir le créateur de l'article, par exemple, en insérant le code ci-dessous sur sa page de discussion : {{subst:avertissement admissibilité à vérifier\|Soupes-conférences}} |

Les soupes-conférences sont une série de réunions et distributions alimentaires anarchistes individualistes tenues à la salle Favier, 13 rue de Belleville, lors des automnes et hivers des années 1890. Imaginées notamment par Pierre Martinet et Jules Chatillon en 1891 comme un moyen de toucher une population pauvre et défavorisée, notamment les femmes, chômeurs, travailleuses du sexe ou criminels. La journaliste Séverine les rejoint rapidement. Selon l'historien Jean Maitron, elles illustrent l'ouverture du mouvement anarchiste aux personnes les plus défavorisées de leur société. Les soupes-conférences distribuent jusqu'à cinq mille repas par événement.
À partir de 1892, les soupes-conférences sont organisées par un Comité féminin, qui en prend en charge la gestion alimentaire et les conférences. Une membre notable de ce comité est Eugénie Collot,. Des militants comme Jules Rousset l'organisent aussi à partir de cette période. Elles reçoivent le soutien financier d'un certain nombre de figures artistiques et intellectuelles de la période, comme, entre autres : Sarah Bernhardt, Alphonse Daudet, Émile Zola, Anatole France ou encore Stéphane Mallarmé.

## Histoire

### Contexte
La salle Favier, située 13 rue de Belleville, est un lieu de rassemblement du mouvement ouvrier et anarchiste français. En 1890, Louise Michel y organise une conférence où elle s'oppose à la récente conférence de Berlin comme d'une manipulation bourgeoise pour asservir les prolétaires.

### Soupes-conférences de la salle Favier
Ces réunions sont liées à la mouvance anarchiste individualiste au sein de l'anarchisme. En novembre 1891, Pierre Martinet cherche à organiser ces conférences. Il commence à organiser des interventions payantes, dirigées vers un public plus aisé, puis utilise les recettes de ces interventions pour financer les soupes-conférences, où il prévoit et a promis de faire distribuer 4 000 soupes. Malgré son projet, il ne récolte qu'une maigre somme et doit fournir le reste des fonds lui-même, ce qu'il fait. Le militant cherche à inviter les personnes pauvres, les femmes et les travailleuses du sexe, ce qui se reflète dans son appel, :

« aux vagabonds, aux mendiants, aux repris de justice, appel à ceux qu'on qualifie de souteneurs, appel aux femmes qu'on insulte du nom de publiques, appel à tous les malheureux, à toutes les malheureuses. »

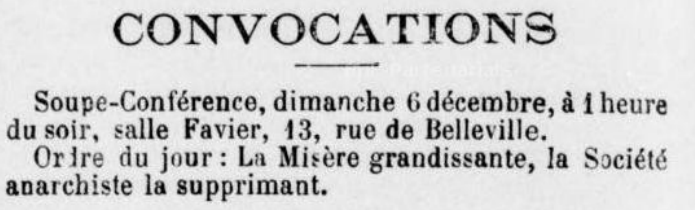
Convocation à la soupe conférence du 6 décembre 1891 où Séverine et Martinet interviennent, La Révolte.

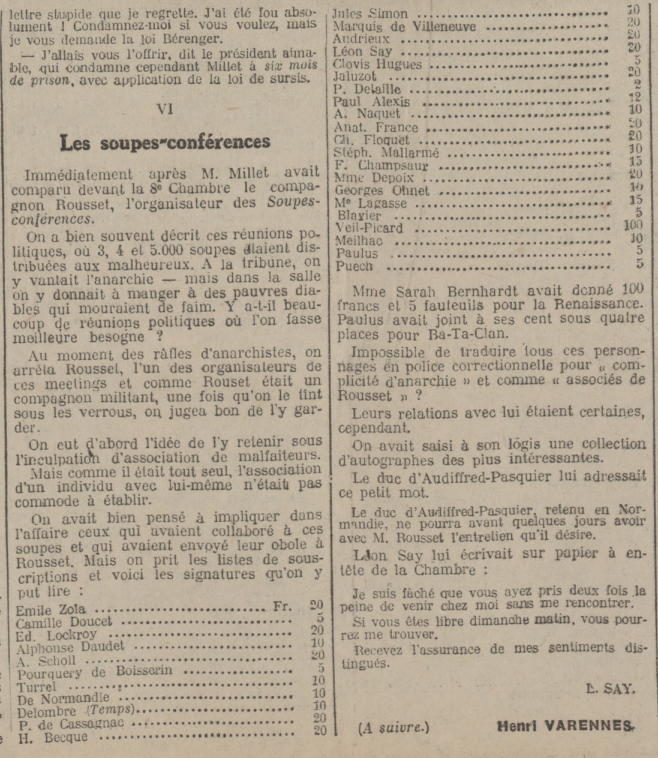
Article d'Henri Varenne dans Le Libertaire (15 septembre 1922), où il revient sur l'affaire Rousset et donne une liste de personnes ayant financé les soupes-conférences.

Il intervient le lendemain lors de la première soupe-conférence, le 15 novembre 1891. Celle-ci rassemble environ mille personnes, surtout pauvres, qui viennent se servir et distribue plus de trois mille repas et autant de journaux anarchistes, car certaines personnes se resservent. Une douzaine de « compagnons et compagnonnes » font le service, les femmes étant vêtues d'un tablier blanc et les hommes de manches de chemise. Séverine rejoint à l'organisation des soupes-conférences le mois suivant, en décembre 1891, car elle tient à aider ses camarades. Le Père peinard la décrit de manière très positive dans ce cadre. La veille de ces rassemblements, des anarchistes se rendent auprès des dortoirs de fortune, bistrots et foyers de nuit de l'espace francilien pour inviter les personnes s'y trouvant.
L'organisation des soupes-conférences est gérée à partir de l'année suivante par un Comité féminin, à ne pas confondre avec le Comité féminin, une organisation anarchiste postérieure. Ce comité est composé entre autres des militantes Livernois, Piffet, Dupont, Job, Petitjean ou Eugénie Collot, selon Dominique Petit dans Le Maitron,. Collot quitte l'organisation des soupes-conférences l'année suivante, en 1893.
Des militants participent aussi à l'organisation des soupes-conférences, comme Jules Rousset, qui met en place un certain nombre de ces événements en 1892,. Il est soutenu dans ces projets par Alphonse Daudet, Émile Zola, Adrien Scholl, Clovis Hugues, Henry Becque, Paul de Cassagnac, Léon Say, Maurice Barrès, Édouard Detaille, Stéphane Mallarmé, Félicien Champsaur, Georges Olmet, Meilhac, M. Veil-Picard, Paulus, Louis Lagasse, Anatole France et Sarah Bernhardt,,. Il est particulièrement bien accueilli par Bernhardt, qui lui donne cent francs et quatre places pour venir assister à son spectacle Les Rois. Mallarmé n'est pas chez lui quand Rousset s'y présente, et lui envoie plutôt ce billet avec de l'argent : 

« J'ai mille fois regretté de ne pas m'être trouvé chez moi quand vous vous y êtes présenté. Voulez-vous accepter le don d'un homme qui n'est pas riche. 
De coeur avec votre oeuvre. »

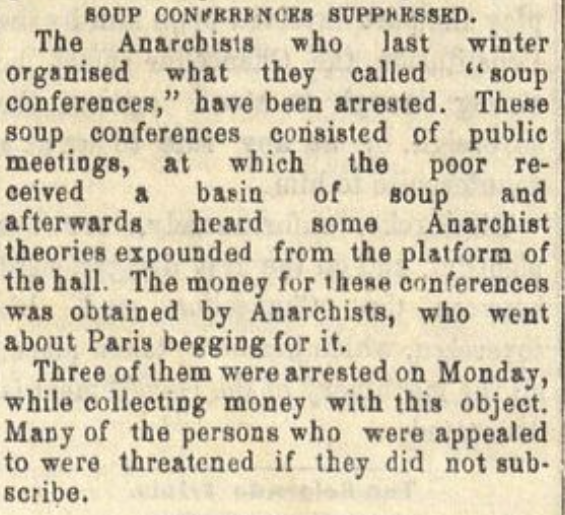
Partie de l'article du New York Herald « Zola et l'anarchiste », qui revient sur la répression touchant les soupes-conférences.

Après l'attentat de l'Assemblée nationale et pendant la répression de janvier et février 1894, Rousset est arrêté et d'abord inquiété pour « association de malfaiteurs », mais quand les autorités voient l'étendue des financements, qui proviennent d'un pan notable du monde intellectuel et artistique français de la période ; elles cessent de poursuivre Rousset pour cela - ce qui les aurait forcé à arrêter les artistes. Il est plutôt mis en procès pour escroquerie et mendicité, car il n'a pas utilisé les fonds récoltés pour de nouvelles soupes-conférences. Rousset se défend en disant qu'il n'a pas dépensé l'argent, a nourri jusqu'à 5 000 personnes par soupe-conférence en 1891 et 1892, mais que les 400 francs récoltés seraient insuffisants pour l'instant pour réunir un tel événement de nouveau. Il est tout de même condamné à six mois de prison ferme pour abus de confiance, ce que Le Petit Journal présente comme une décision de justice incompréhensible en revenant sur l'événement en 1936.
Pendant cette période, les soupes-conférences sont visées dans leur ensemble, d'autres anarchistes sont arrêtés et elles s'interrompent un temps.

## Postérité
L'historien du mouvement anarchiste français Jean Maitron utilise l'exemple des soupes-conférences pour illustrer l'ouverture du mouvement anarchiste aux « éléments déclassés » de la société - ce qu'il note en comparaison avec les marxistes, un mouvement idéologique opposé attaquant les anarchistes pour ces choix politiques.